# Manuel Tobella i Marcet
Manuel Tobella i Marcet fou un promotor cultural i cívic català. El 2002 va rebre la Creu de Sant Jordi en reconeixement del sostingut impuls que ha dut a terme, des de Terrassa, per la creació de la Fundació Arxiu Tobella el 1978, per a la recuperació de la memòria històrica egarenca, i a la que ha aportat més de 39.000 fotografies.